# Trosrörelsen i Sverige
Trosrörelsen är en kristen karismatisk rörelse med rötter i USA, som i Sverige delvis är organiserad som ett samfund. Samfundet Trosrörelsen fungerar som en gemenskap för församlingar, predikanter och kristna organisationer. Samfundet består av ett 30-tal församlingar och samarbetsorganisationer runt om i Sverige, och är observatör i Sveriges kristna råd sedan 2017. Föreståndare är David Ekerbring, pastor i Livets Ord i Uppsala, och ordförande är Elia Källner, pastor i Whole Heart i Göteborg.

## Teologi och församlingskultur
Trosrörelsen betonar den Helige Andes aktivitet i nutiden och kombinerar detta med en evangelikal bibelsyn, en baptistisk dopsyn och ett bejakande av apostoliskt ledarskap.  Då rörelsen i många år inte var organiserad som ett samfund finns inga centralt antagna lärosatser. I likhet med andra nyare kristna rörelser kännetecknas trosrörelsen av kongregationalism, vilket gör varje församling självständig i lärofrågor. Trosrörelsen bibelsyn kan karaktäriseras som traditionell i bemärkelsen att man ser bibeln som Guds Ord och den enda giltiga auktoriteten för kristen tro. I likhet med flertalet andra karismatiska kyrkor ställer Trosrörelsen sig bakom innehållet i de tre fornkyrkliga trosbekännelserna. Kristen sionism är vanligt förekommande inom trosrörelsen.
Gudstjänsterna präglas av modern lovsång, ofta med proklamerande texter, och tungotal pågår ofta högt under församlingsbönen.
Bland andra samfund står trosrörelsen, vad gäller uttryck och kultur, närmast pingströrelsen och EFK.

## Historik
Teologiskt har trosrörelsen vuxit fram ur den karismatiska rörelsen från 1960-talet och 1970-talet, för att senare inkorporera framgångsteologin, under influenser från USA. I Sverige var Ulf Ekman och församlingen Livets Ord tongivande under 80-talet. 
Den tidiga svenska rörelsen predikade framgångsteologi (som Livets Ords Förlag gav ut en bok om 1986) och JDS-lära, så som dessa läror tydligt formulerats av rörelsens ledande amerikanska företrädare, bland andra Kenneth Hagin och Kenneth Copeland. Framgångsteologin inkluderade en syn på helande där man inte bara ber till Gud att han ska bota en sjukdom, utan också tilltalar sjukdomen i Jesu namn och befaller den att lämna den sjuke. Man kunde då "ta ut i tro" att den sjuke hade blivit frisk, även om detta inte ännu syntes. I Sverige har dessa kontroversiella läror avsevärt tonats ner eller tagits avstånd ifrån.
Ulf Ekman lämnade Livets ord tillsammans med sin fru i mars 2014 för att upptas i Romersk-katolska kyrkan.

## Organisation
Samfundet Trosrörelsen är ett sammanhållande organ för landets trosrörelseförsamlingar. Samfundet bildades 1994, har säte i Uppsala, och handhar bland annat rörelsens vigselrätt.
Tidigare sköttes detta av Trosrörelsens predikantorganisation i Norden, grundad och ledd av Ulf Ekman. 
Trosrörelsen erhåller inte statsbidrag från Myndigheten för stöd till trossamfund.

### Församlingar
Trosrörelsen i Sverige hade i oktober 2024 omkring 25 medlemsförsamlingar. 
Den största och mest kända är Livets Ord i Uppsala.
Flera av församlingarna i Sverige är organiserade som stiftelser istället för föreningar eller trossamfund. Till skillnad från en förening eller ett trossamfund har inte en stiftelse medlemmar i ordets juridiska mening. En stiftelse styrs istället av en styrelse eller förvaltare i enlighet med de riktlinjer som anges i det förordnande som upprättades när stiftelsen bildades, vilket är en direkt följd av teologin om apostoliskt ledarskap.
Från samfundet fristående församlingar med anknytning till trosrörelsen inkluderar Södermalmskyrkan och Arken. Följande är exempel på medlemsförsamlingar:
- Agape Församling, Solna
- Bollnäs Bibelcenter
- Borås Kristna Center
- Brokyrkan, Sundsvall
- Församlingen Agape, Norrköping
- Församlingen Fristaden, Uddevalla
- Församlingen Liv i överflöd, Lidköping
- Församlingen Livets Bröd, Piteå
- Församlingen Sion i Flen
- Korsets Kraft, Bromölla
- Korskyrkan Alingsås
- Kungsör Kristna Center
- Livets Ord, Uppsala
- Livets Ord, Jönköping
- Malmö International Church
- Norrortskyrkan, Vallentuna
- Storsjökyrkan, Östersund
- Vallbykyrkan, Västerås
- Vetlanda Bibelcenter
- Victory Bibelcenter, Linköping
- Whole Heart, Göteborg

## Kritik
Trosrörelsen har tidigare anklagats för en obarmhärtig syn på sjuka.
Den svenska trosrörelsen har även kritiserats för proselytism då man till en början hade sin främsta tillväxt genom att personer som redan var medlemmar i andra samfund, såsom Örebromissionen (numera en del av Evangeliska Frikyrkan), pingströrelsen och på vissa orter Evangeliska fosterlandsstiftelsen, övergick till trosrörelsen, ofta som en konsekvens av att de deltagit i bibelskola hos Livets Ord. Sedan dess har dock förhållandena normaliserats och flödet av medlemmar mellan samfunden är jämförbart med förhållandena i övriga frikyrkosverige.
Organisationen Föreningen Rädda Individen, till hjälp för människor som drabbats av sekter, varnade för trosrörelsen.